# Moraxella catarrhalis
Moraxella catarrhalis (Frosch and Kolle, 1896) Henriksen and Bøvre, 1968 è un diplococco, Gram-negativo, che può causare occasionalmente, nell'uomo, infezioni del tratto respiratorio, dell'orecchio medio, del SNC e delle articolazioni. Immobile, aerobio obbligato, ossidasi positivo.